# Nanjala Nyabola

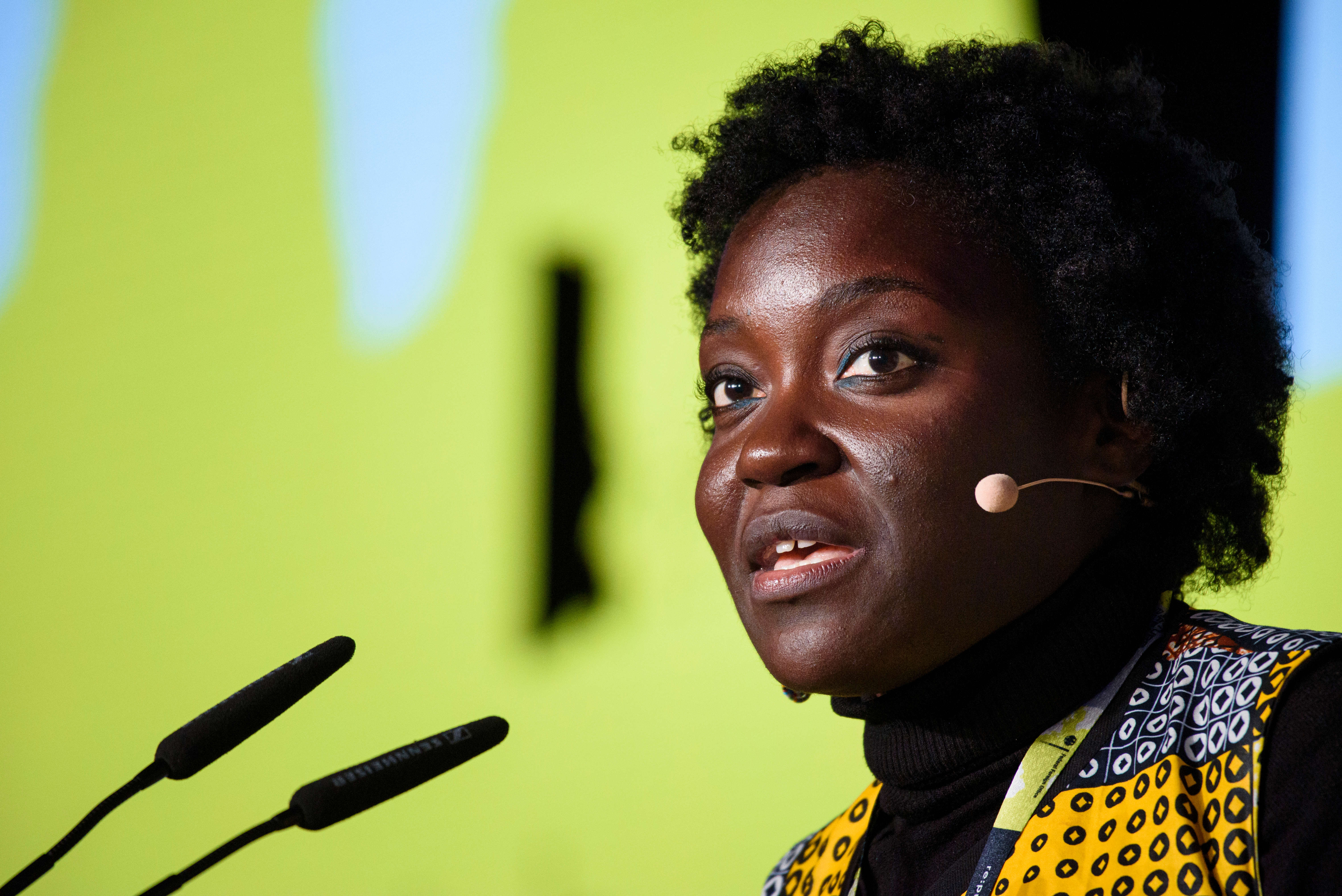
Nanjala Nyabola auf der Konferenz Future Affairs, Berlin 2019

Nanjala Nyabola ist eine international tätige kenianische Autorin, Forscherin und Menschenrechtsaktivistin. Die Politologin forscht zur Überschneidung von Technologie, Digitalen Medien und Gesellschaft mit Fokus auf Menschen- und Frauenrechten. Ihr Lebensmittelpunkt befindet sich in Nairobi, Kenia.

## Wissenschaftliche Tätigkeit
Nanjala Nyabola erwarb mehrere Abschlüsse in Politik- und Rechtswissenschaft und einen Doktor der Philosophie an renommierten Universitäten in verschiedenen Ländern. Zunächst schloss sie mit einem Bachelor-Abschluss an der University of Birmingham im Fach Afrikastudien und Politikwissenschaft ab. Einen Master-Titel erwarb sie an der University of Oxford im Fach Forced Migration (Deutsch: „erzwungene Migration“). Den zweiten Studiengang African Studies an der gleichen Universität schloss sie ebenfalls mit einem Master ab. Anschließend studierte sie Jura an der Harvard Law School in Cambridge, Massachusetts und erwarb dort einen Juris-Doctor-Grad. Über privatere Lebensdaten von Nanjala Nyabola liegen keine Informationen vor.

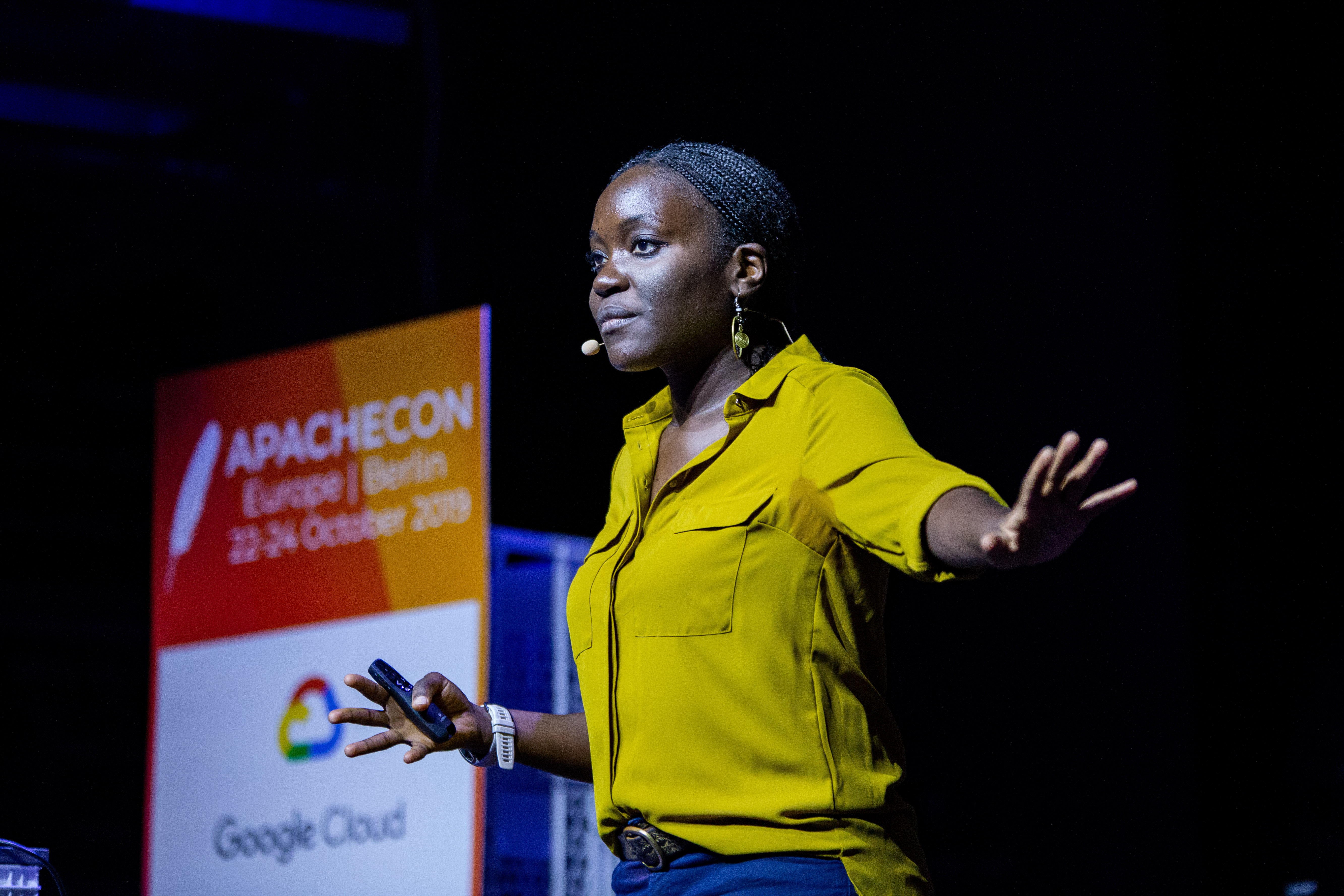
Nanjala Nyabola auf der ApacheCon (Konferenz der Apache Software Foundation), Oktober 2019 in der Kulturbrauerei Berlin

Als Forscherin leitete Nyabola internationale Projekte, die sich mit Menschenrechten und digitalen Rechten befassen, wie etwa am Overseas Development Institute und am Oxford Internet Institute. Ihr Anliegen ist es, die Gesellschaft widerstandsfähiger gegen digitale Bedrohungen zu machen, Falschinformationen zu bekämpfen und Demokratie und Menschenrechte zu schützen. Ihr besonderes Augenmerk gilt marginalisierten Gruppen in Krisen und Konflikten, wo sie erforscht, wie diese am (Wieder-)Aufbau von Gesellschaften stärker beteiligt werden könnten.
Nyabola verfasste mehrere Sachbücher und fachwissenschaftliche Artikel, hielt Vorträge in diversen Ländern und schrieb zahlreiche Beiträge und Kommentare für Magazine oder Tagespresse. Ihr erstes Buch „Digital Democracy, Analogue Politics: How the Internet Era is Transforming Kenya“ 2018 wurde als „Pflichtlektüre für alle Forscher und Journalisten, die heute über Kenia schreiben“, bezeichnet. Darüber hinaus wirkte sie an zahlreichen Sammelbänden mit, wo sie zentrale Fragestellungen zu Menschenrechten und Digitalisierung behandelte.
Ihre Arbeit führte sie in unterschiedliche Regionen der Welt, wo sie erforschte, wie transformative Technologien, Informationsflüsse und internationale Politik die Gesellschaft beeinflussen. Sie spricht mehr als acht Sprachen.

## Bücher und Themen
In Nyabolas erstem Buch Digital Democracy, Analogue Politics: How the Internet Era is Transforming Politics in Kenya (2018) (Digitale Demokratie und Analoge Politik: Wie das Internet die Politik Kenias verändert) beanstandet sie, dass digitale Plattformen meist von westlichen Unternehmen kontrolliert seien und dass das Fehlen von Datenschutzgesetzen neue Formen von Neo-Kolonialismus begünstige. Das Internet reproduziere einerseits bestehende Machtstrukturen wie etwa die Online-Belästigung von Frauen oder Manipulation durch Bots und Fake News. Zugleich könnten digitale Räume wie #KOT (Kenyans on Twitter) und feministische Bewegungen als neue Formen des Aktivismus dazu führen, dass Marginalisierte erstmals öffentlich Gehör finden.
Das zweite Buch Travelling While Black: Essays Inspired by a Life on the Move von Nyabola (2020) ist eine Essay-Sammlung. Anhand eigener Reiseerfahrungen als schwarze, afrikanische Frau aus der Mittelschicht verdeutlicht sie, wie Kolonialgeschichte, Rassismus und globale Machtstrukturen das Reisen für People of Colour beeinflussen.
Das dritte Buch Where Women Are: Gender & The 2017 Kenyan Elections untersucht die Rolle von Frauen im Wahlprozess Kenias im Jahr 2017. Es analysiert rechtliche Rahmenbedingungen und historische Entwicklungen der politischen Teilnahme von Frauen seit der Unabhängigkeit Kenias. Laut Nyabola sind Frauen bei Kandidaturen und im politischen Alltag immer noch mit vielfältigen Hindernissen konfrontiert wie patriarchale Strukturen, ethnische Konflikte und fehlende Unterstützung durch politische Parteien. Dennoch kämpften sie um Sichtbarkeit, Einfluss und Gleichberechtigung.
Bei ihrem jüngsten Buch Strange and Difficult Times: Notes on a Global Pandemic (2022, Hurst Verlag) geht es um Ungleichheit und Vorurteile während der globalen COVID-19-Pandemie. Nyabola kritisiert, dass in der internationalen Berichterstattung und Pandemiebewältigung afrikanische Initiativen, Solidarität und öffentliche Gesundheitsmaßnahmen ignoriert oder falsch dargestellt werden. Das habe zu einer Wiederbelebung kolonialer und rassistischer Denkmuster beigetragen. In Rezensionen wurde das Buch als scharfe Kritik an globalen Machtstrukturen und als Plädoyer für Empathie und Solidarität in Zeiten der Krise bezeichnet.

## Journalistische Tätigkeit
Nyabolas wissenschaftliche Beiträge zu Themen wie Gesellschaft und Politik in Afrika, Technologie, Internationalem Recht und Feminismus sind in angesehenen Fachzeitschriften erschienen. Durch ihre Fähigkeit, komplexe Zusammenhänge verständlich und pointiert zu vermitteln, wurde sie zu einer gefragten Stimme in der öffentlichen Debatte. Neben ihrer wissenschaftlichen Tätigkeit verfasste sie regelmäßig Kommentare und Analysen für internationale Medien wie Al Jazeera, Financial Times, Foreign Affairs, Foreign Policy, The Guardian, New African, The New Humanitarian, The New Inquiry, New Internationalist, OkayAfrica, World Policy Journal, The Nation, Boston Review, African Arguments und andere Publikationen.
Nyabola schreibt regelmäßig für den BBC World Service, vor allem zu kenianischer Politik und Technologie. Ihr Meinungsbeitrag „Why do Western media get Africa wrong?“ (Warum sehen westliche Medien Afrika in einem falschen Licht?) aus dem Jahr 2014 auf Al Jazeera löste international heftige Diskussionen aus.
Ihr 2010 im Guardian erschienener Meinungsartikel „Why, as an African, I took a Rhodes scholarship“ (Warum ich als Afrikanerin ein Rhodes-Stipendium angenommen habe) wurde von der angesehenen amerikanischen Zeitschrift The Atlantic zu einer ihrer fünf besten Mittwochs-Kolumnen erklärt.

## Vorträge
Nyabola war Gastrednerin bei zahlreichen internationalen Konferenzen über Digitalpolitik, insbesondere bei Debatten über afrikanische Politik, Kenia, Migration, Feminismus und Digitale Kultur. Sie hielt unter anderem Vorträge an der University of Edinburgh, der SOAS University of London, der Stanford University, dem Forum on Internet Freedom in Africa 2018 und auf der RightsCon, einem hochkarätig besetzten Konferenzformat zum Thema Menschenrechte im Digitalen Zeitalter 2019 in Tunis. Bei der Konferenz der Association of Internet Researchers 2022 hielt sie die Eröffnungsrede. In Deutschland war sie Gast der re:publica 2018 und 2019, der ApacheCon 2019 in Berlin, der Konferenz Future Affairs 2019 und Keynote speaker beim Dresden Forum for International Politics 2019.

## Ehrungen
Ihre Qualifikation wurde durch Stipendien von interdisziplinär und international orientierten Forschungseinrichtungen gefördert, die an der Schnittstelle von Technologie, Recht, internationaler Politik und Gesellschaft arbeiten. Als Fellow war Nyabola am Centre for International Governance Innovation in Kanada, am Digital Forensic Lab des Atlantic Council in Washington, DC, am Centre for Intellectual Property and Information Technology der Strathmore University in Nairobi, am Centre for International Cooperation (CIC) der New York University und bei Foreign Policy Interrupted tätig. 2009 erhielt sie ein Rhodes-Stipendium am Harris Manchester College der University of Oxford.
Ihr zu Ehren hat die Mabati-Cornell Kiswahili-Gesellschaft einen Nyabola Prize for Science Fiction für Menschen zwischen 18 und 35 ausgesetzt, die über Wissenschaft und Science Fiction in Swahili schreiben.

## Schriften von Nanjala Nyabola

### Bücher
- Strange and Difficult Times: Notes on a Global Pandemic. Hurst Publishers 2022, ISBN 978-1-78738-994-6.
- Travelling While Black: Essays Inspired by a Life on the Move. Hurst Publishers 2021, ISBN 978-1-78738-382-1.
- Where Women Are: Gender & The 2017 Kenyan Elections (mit Marie-Emmanuelle Pommerolle, 2018). Hrsg. von der Heinrich-Böll-Stiftung und Twaweza Communications Ltd., ISBN 978-2-9573058-5-8.
- Digital Democracy, Analogue Politics: How the Internet Era is Transforming Politics in Kenya. Zed Books 2018, ISBN 978-1-78699-431-8

### Artikel
- Testimony as Text: Performative Vulnerability and the Limits of Legalistic Approaches to Refugee Protection. In: African Women Under Fire: Literary Discourses in War and Conflict. Bloomsbury Publishing 2017, ISBN 979-8-216-25038-8
- Media Perspectives: Social Media and New Narratives: Kenyans Tweet Back. In: Africa's Media Image in the 21st Century: From the 'Heart of Darkness' to 'Africa Rising', Routledge 2016, ISBN 978-1-138-96232-3.

- Kenyan Feminisms in the Digital Age. In: Women’s Studies Quarterly, Band 46, Nr. 3 & 4, 2018, S. 261–72. JSTOR, https://www.jstor.org/stable/26511346. Accessed 7 June 2024.
- Platform Governance of Political Speech. In: Models for Platform Governance, hrsg. vom Centre for International Governance Innovation 2019, S. 63–67, https://www.jstor.org/stable/resrep26127.13
- Kenya’s technology evolved. Its political problems stayed the same. August 22, 2018[57]
- Citizenship, African Languages and Digital Rights: The role of language in defining the limits and opportunities for digital citizenship in Kiswahili-language communities. In: Digital Citizenship in Africa: Technologies of Agency and Repression. Bloomsbury 2023, S. 209–227, ISBN 978-1-350-32445-9
- A Social Contract for Tomorrow, hrsg. vom Center on International Cooperation, New York University, 2021.[58]
- Seeing the forest – and the trees: The global challenge of regulating social media for democracy. In: South African Journal of International Affairs Vol. 3, 30, 2023, S. 455–471
- Africa's Digital Public Sphere. In: Routledge Handbook of African Political Philosophy, Hrsg. von Okeja, U., Routledge 2023, S. 330–341, ISBN 978-0-367-56153-6.
- African Feminisms as Method: A Methodology for African Feminisms in the Digital Age. In: Feminist Africa, Vol. 5, No. 2, Rethinking African Feminisms in the „New“ Normal (2024), S. 94–112.[59]